# Šimenawa

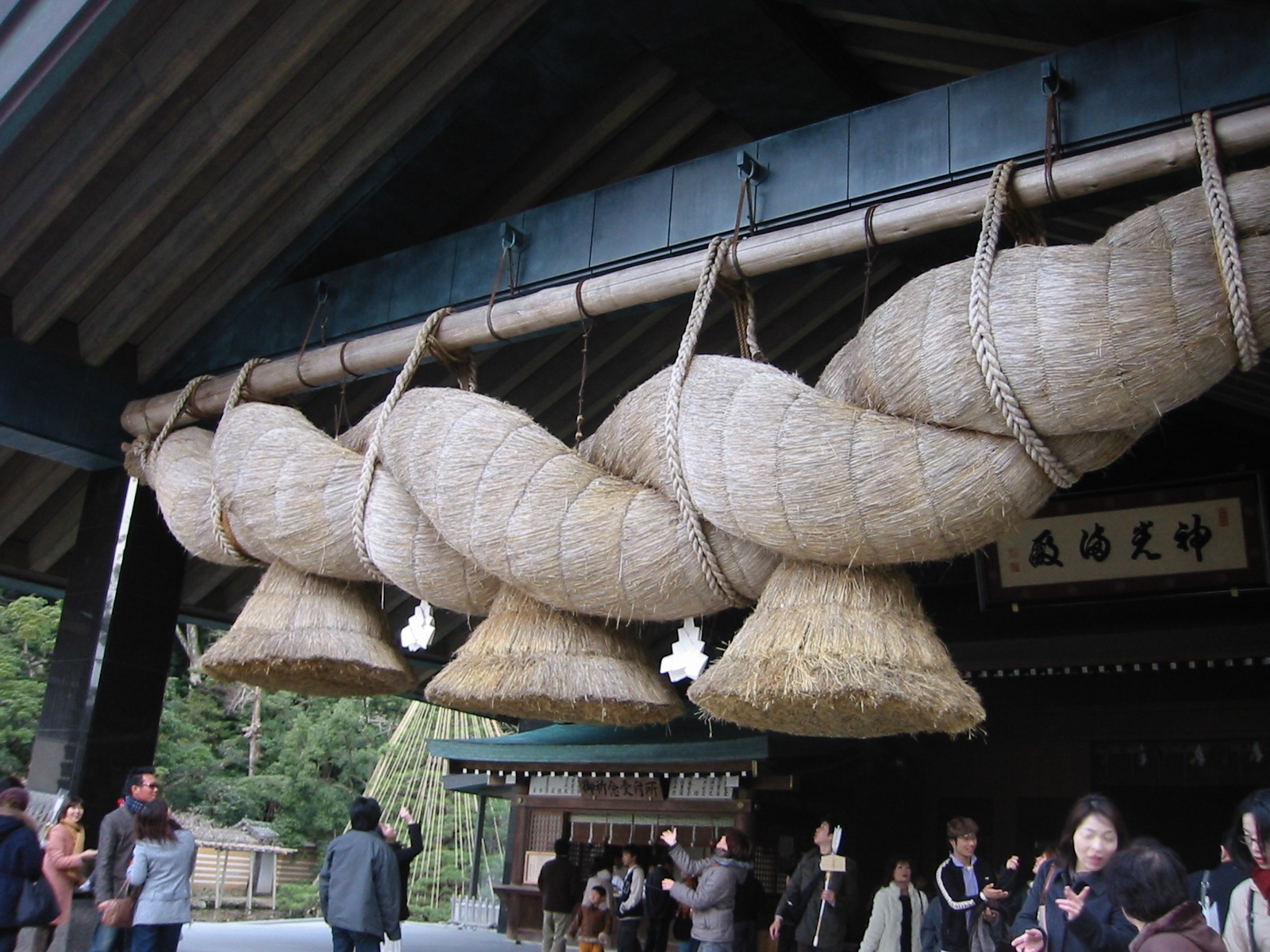
Tlusté šimenawa zavěšené ve svatyni Izumo Taiša

Šimenawa (japonsky: 注連縄 nebo 標縄) je lano vyrobené ze slámy, které bývá šintoisty zavěšováno na různá místa. Často je s tímto lanem spojováno vymezování posvátného či rituálně čistého místa, jako mohou být šintoistické svatyně či přímo nejposvátnější místo svatyně honden. S šimenawami se tak lze setkat na různých místech, např. v již zmíněných svatyních, bránách torii apod. Mohou též sloužit k označení stromu, kde přebývá kami Kodama. Stětí takového stromu pak má přinést neštěstí.
Šimenawy mohou být různých velikostí, některé jsou i několikrát tlustší než člověk. Na šimenawy se často zavěšují papírové proužky zvané gohei.